# Eskadron
Eine Eskadron (vom französischen Wort für Schwadron) ist die kleinste taktische Einheit der Kavallerie. In etlichen modernen Armeen wird der Begriff vor allem im Bereich der Panzertruppe auch weiterhin verwendet. Im 16. Jahrhundert bezeichnete Escadre (von lateinisch exquadra Gevierthaufen) eine Stellungsform des Fußvolks und der Reiterei, aus der im 17. Jahrhundert für letztere die Eskadron, für ersteres das Bataillon hervorging.

Eskadron der Reichswehr (1928)

Ähnlich wie in den meisten Ländern betrug in Deutschland ihre Kriegsstärke im 19. Jahrhundert ca. 150 Pferde und 5 Offiziere. Die einst gebräuchliche Einteilung der Eskadronen in zwei Kompanien wurde in Preußen um 1890 noch beim Regiment der Gardes du Corps beibehalten, hatte aber keine taktische Bedeutung mehr. Fünf Eskadronen (in Russland sechs) bildeten ein Regiment. Eingeteilt wurden die Eskadronen taktisch in vier gleich starke zweigliedrige Züge, jeder Zug in sich wieder in Abmärsche mit je drei nebeneinander für die Marschformation. Für die innere Verwaltung wurde sie geteilt in Beritte, die den Korporalschaften der Fußtruppen entsprachen. An der Spitze der Eskadronen stand ein Eskadronschef, Rittmeister oder zuweilen auch Major. Im französischen Heer gab es einen dem deutschen Major entsprechenden Grad des Chefs d’escadrons. Dieser kommandierte bei der Kavallerie eine Division aus zwei Eskadronen. Führer der Eskadron war dort ein capitaine commandant.
Ab dem 1. Juli 1936 ersetzte der eingedeutschten Begriff Schwadron in der Wehrmacht den bisherigen Begriff Eskadron (gleichzeitig wurden die drei Kavalleriedivisionen der Wehrmacht aufgelöst und die meisten Reiterregimenter in Kavallerie-Regimenter umbenannt und umgegliedert).
Die Bundeswehr kennt den Begriff offiziell nicht mehr, da sie über keinerlei Kavallerie verfügt. Inoffiziell wird teilweise noch heute bei der Panzeraufklärungstruppe, die sich als Nachfolger der einstigen Kavallerie versteht, statt von einer Kompanie von einer Schwadron gesprochen, deren Chef sich mit „Herr Rittmeister“ statt „Herr Hauptmann“ anreden lässt.
Eskadronen wurden auch zur Niederschlagung innerer Unruhen eingesetzt. So ritt 1830 in der Berliner Schneiderrevolution eine Eskadron in stärkstem Galopp in eine Menschenansammlung hinein. Eine Infanteriekompanie ergriff anschließend die Niedergerittenen und schleppte sie zur Wache.

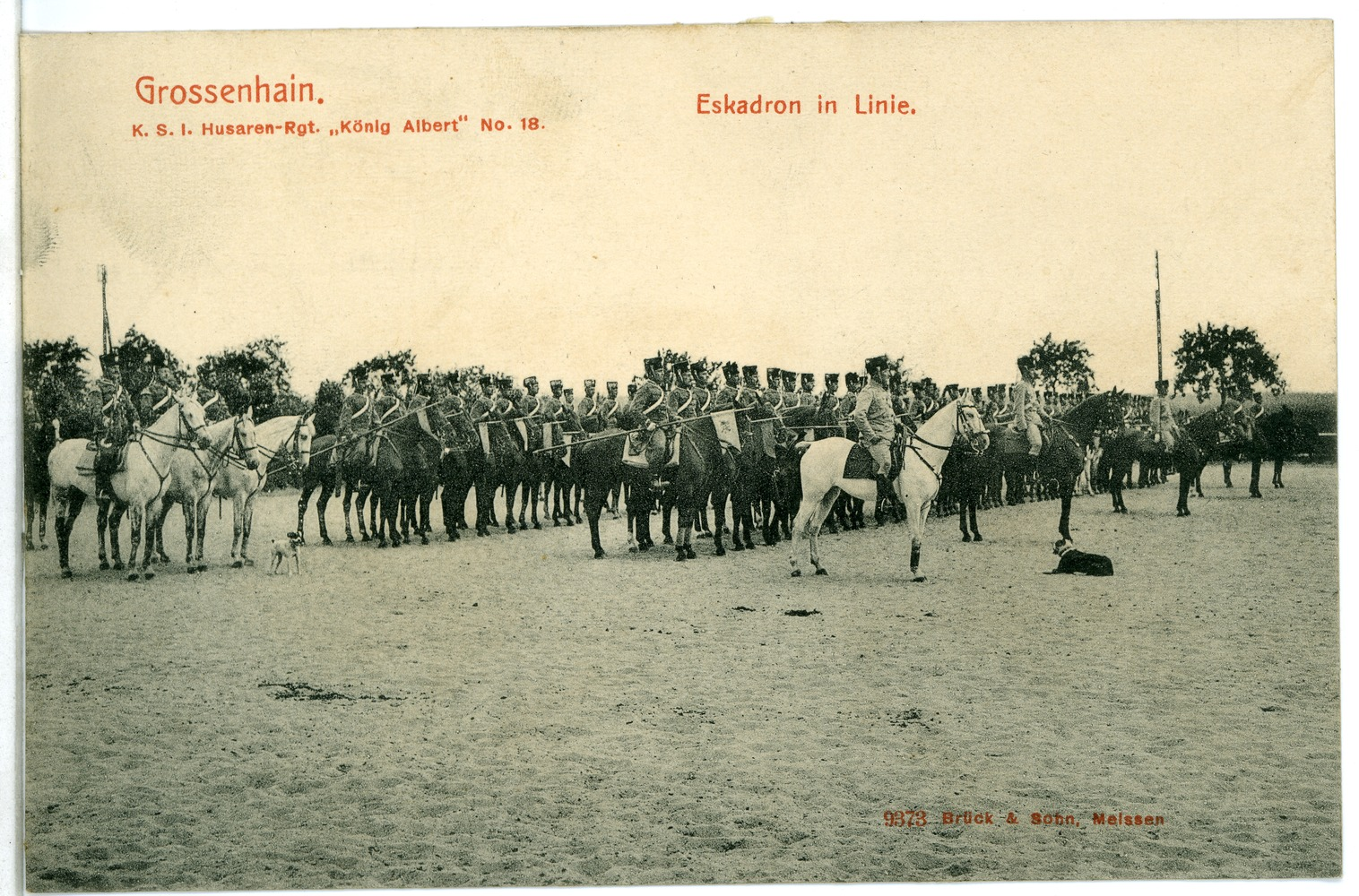
Eskadron in Linie
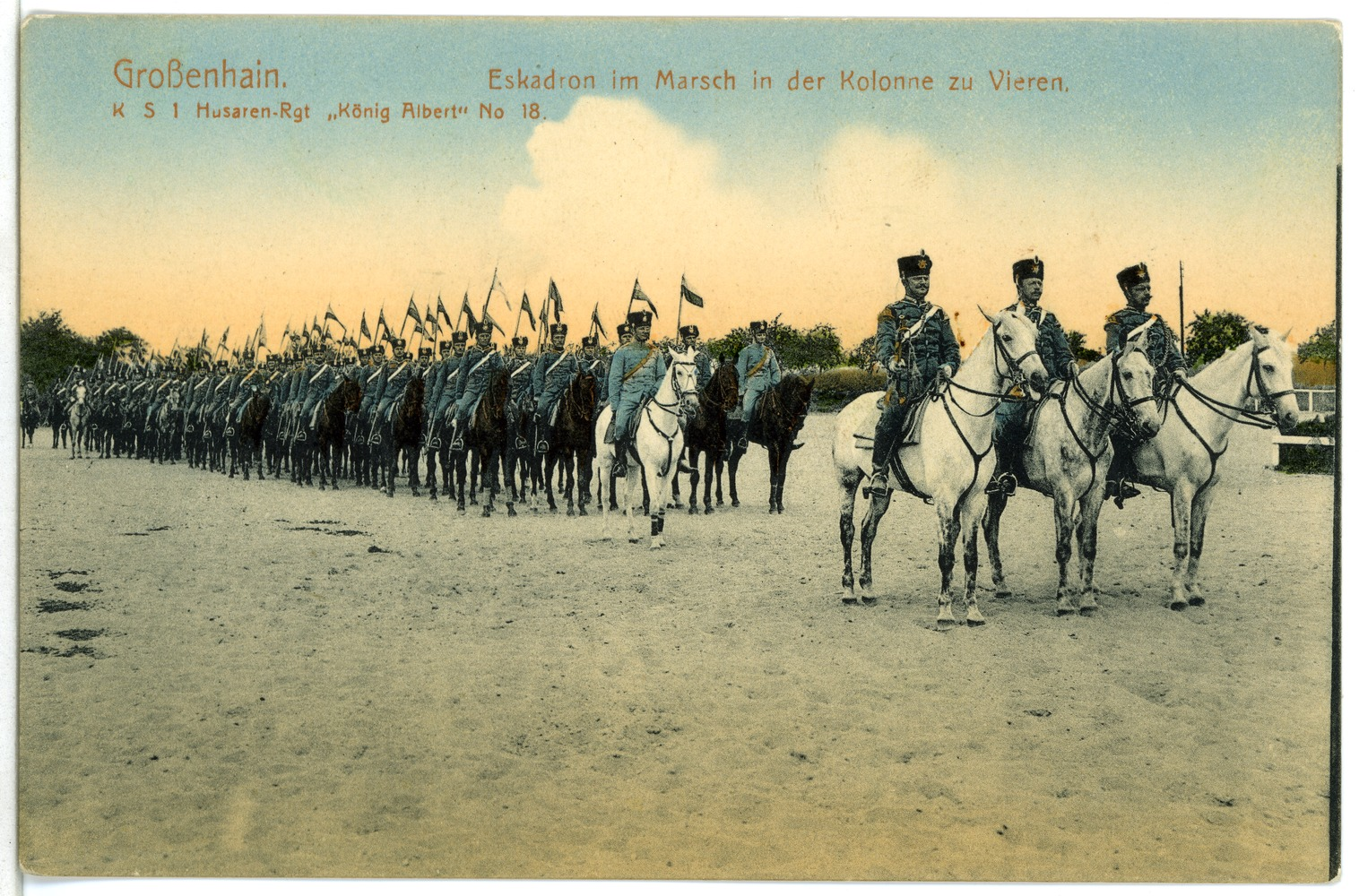
Eskadron in Marsch
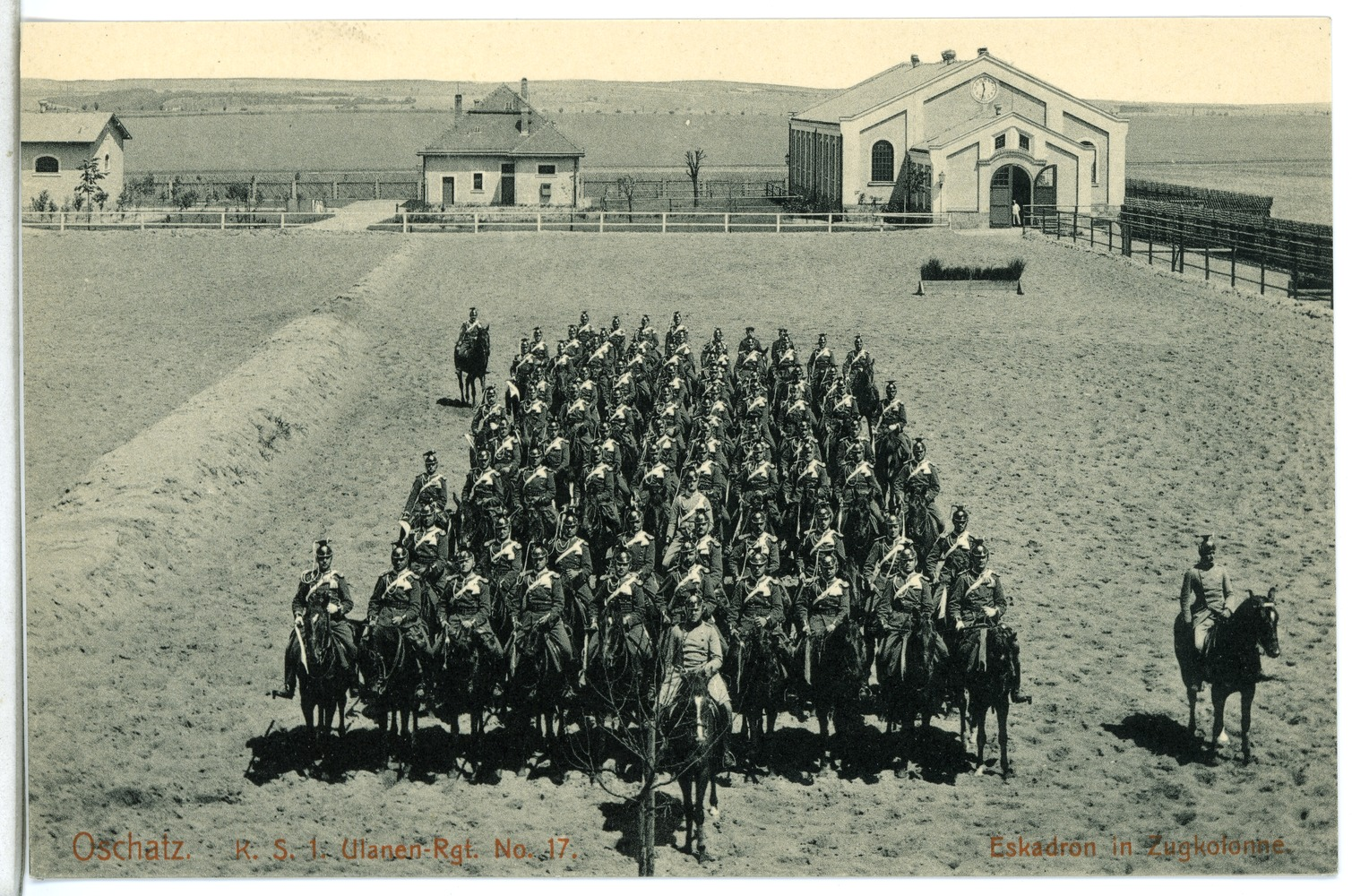
Eskadron in Zugkolonne

## Französische Armee
In der französischen Armee wird der Begriff Escadron bei der Kavallerie, der Panzertruppe, der Artillerie, der Gendarmerie nationale und dem Train weiterhin verwendet. Es handelt sich dabei um einen Verband in Kompaniestärke. Der Kommandant hat den Dienstgrad Commandant, der aber in der Zeit, in der er dieses Kommando innehat, die Bezeichnung Chef d’escadron führt.